# Oaktown
Oaktown är en kommun (town) i Knox County i Indiana. Vid 2010 års folkräkning hade Oaktown 608 invånare.